# Daughter of Mine
Pour plus de détails, voir Fiche technique et Distribution.
Daughter of Mine est un film américain réalisé par Clarence G. Badger et basé sur une histoire d'Hugo Ballin, sorti en 1919. Ballin a également signé le scénario et les décors du film. Produit et distribué par Goldwyn Pictures Corporation, le film - tourné à New York sur Ludlow Street, dans le Lower East Side - est sorti sur le marché américain le 30 mars 1919.